# 니시와사촌
니시와사촌(西和佐村)은 와카야마현 가이소군에 있던 촌이다. 

## 역사
- 1889년 4월 1일 - 정촌제 시행에 의해 나구사군 니시와사촌이 성립하였다.
- 1896년 4월 1일 - 아마군, 나구사군과 합병해 가이소군이 되었다.
- 1955년 1월 1일 - 시정촌 합병에 의해 오카자키촌과 함께 와카야마시에 편입되었다.

## 경찰서
- 와카야마히가시경찰서.
- 와카야마히가시경찰서 니시와사파출소(와카야마시 구리스)

## 교통

### 철도
- 일본국유철도
  - 와카야마선

## 참고문헌
- 角川日本地名大辞典 30 和歌山県